# Jere Sallinen
Jere Sallinen (ur. 26 października 1990 w Espoo) – fiński hokeista, reprezentant Finlandii.
Jego brat Tomi (ur. 1989) także jest hokeistą.

## Kariera klubowa
- Blues II U16 (2005-2006)
- Blues U16 (2005-2006)
- Blues U18 (2006-2008)
- Blues U20 (2007-2011)
- Blues (2008-2012)
  -  Suomi U20 (2010)
  -  Jokipojat (2011)
- HPK (2012-2014)
- Örebro HK (2014)
- Jokerit (2014-2016)
- Bakersfield Condors (2016-2017)
- Örebro HK (2017-2019)
- HIFK (2019-)
- EHC Biel (2021-)

Pierwotnie wychowanek klubu HJK. Przez kilka lat był zawodnikiem Blues – sukcesywnie awansował w juniorskich drużynach klubu aż do zespołu seniorskiego w lidze SM-liiga. W drafcie NHL z 2009 został wybrany przez Minnesota Wild. W lutym 2010 podpisał dwuletni kontrakt z Blues. 30 stycznia 2012 został wypożyczony do klubu HPK na czas do końca sezonu SM-liiga (2011/2012). Po jego zakończeniu, w maju 2012 został definitywnie zawodnikiem tego zespołu i w jego barwach rozegrał sezon SM-liiga (2012/2013). Od końca lutego 2014 na czas do końca sezonu 2013/2014 zawodnik szwedzkiego klubu Örebro (wraz z nim jego kolega z zespołu, Ville Viitaluoma). Od kwietnia 2014 zawodnik klubu Jokerit. Od marca 2015 zawodnik Edmonton Oilers. Ostatecznie nie zagrał w tym zespole i grał w drużynie farmerskiej Bakersfield Condors w sezonie AHL (2016/2017). Od maja 2017 do marca 2019 ponownie był zawodnikiem Örebro HK (pełnił w tym okresie funkcję kapitana drużyny). W maju 2019 przeszedł do HIFK, gdzie w kwietniu 2020 przedłużył kontrakt o rok (został kapitanem drużyny). W czerwcu 2021 został zawodnikiem szwajcarskiego klubu EHC Biel.

## Kariera reprezentacyjna
Występował w juniorskich reprezentacjach Finlandii. Uczestniczył w turniejach mistrzostw świata juniorów do lat 18 edycji 2008 oraz mistrzostw świata juniorów do lat 20 edycji 2010. W reprezentacji seniorskiej uczestniczył w turniejach mistrzostw świata edycji 2014, 2019, 2021, 2022.

## Sukcesy
Reprezentacyjne
- Srebrny medal mistrzostw świata: 2014, 2021
- Złoty medal mistrzostw świata: 2019, 2022

Klubowe
- Srebrny medal mistrzostw Finlandii: 2008, 2011 z Blues

Indywidualne
- SM-liiga (2012/2013): Pierwsze miejsce w klasyfikacji +/− w sezonie zasadniczym: +27[11] (Trofeum Mattiego Keinonena)[12]